# Schönwald, Brandenburg
Schönwald är en kommun i Landkreis Dahme-Spreewald i förbundslandet Brandenburg i Tyskland. Kommunen bildades den 31 december 2001 genom en sammanslagning av de tidigare kommunerna Schönwalde och Waldow/Brand. Kommunen ingår i kommunalförbundet Amt Unterspreewald.